# Джизре

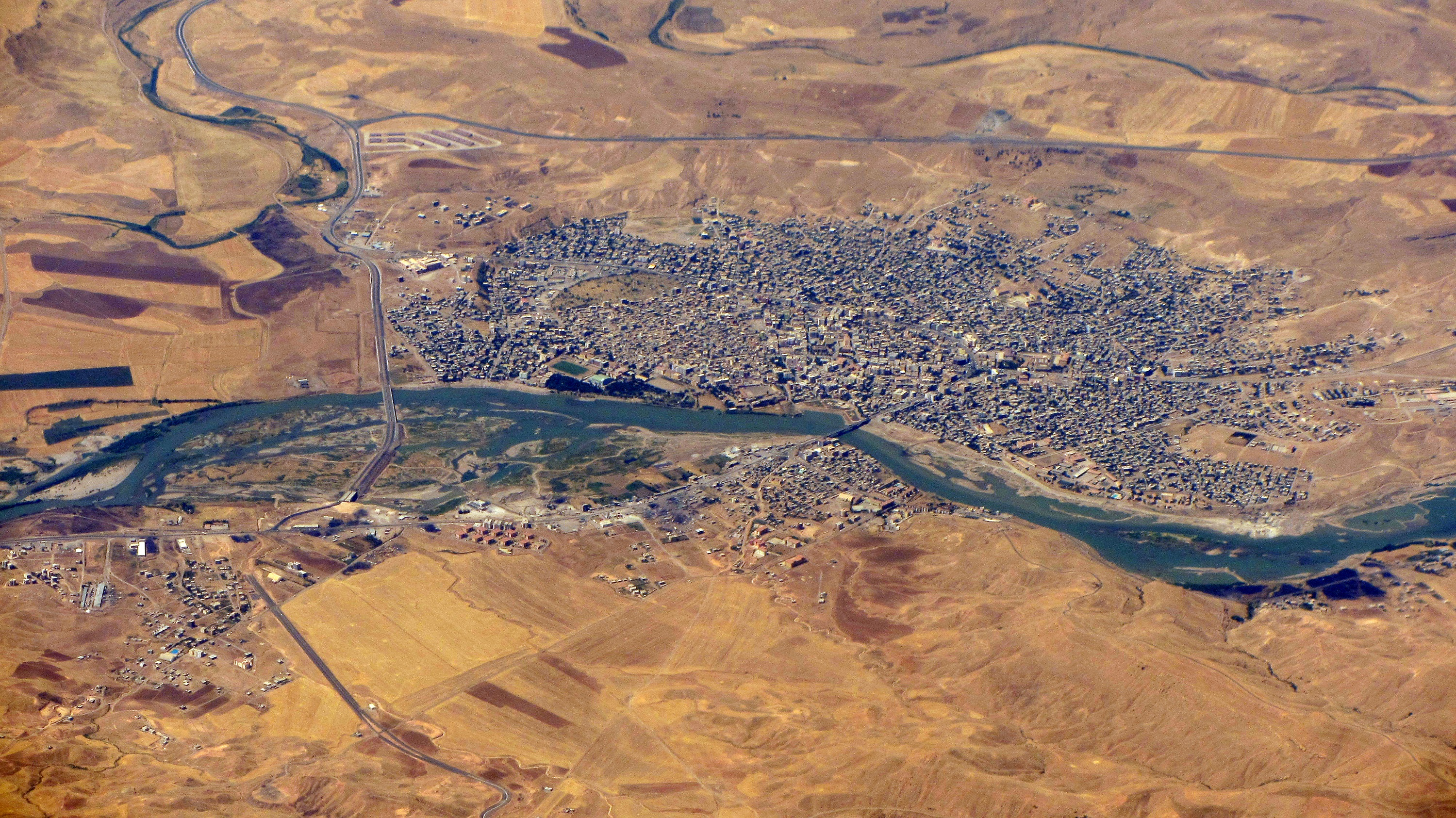
Aerial view of Cizre and Tigris

```

```

Джизре (тур. Cizre) — місто і район в провінції Ширнак (Туреччина).

## Історія
Люди жили в цих місцях ще з часів царства Урарту; вірменське назва міста — Гзіра (вірм. Գզիրա) — перекладається як «посильний». Згодом місто входило до складу різних держав, довгий час тут знаходилася резиденція патріарха Ассирійської церкви Сходу; в XVI столітті воно потрапило до складу Османської імперії.